# Diachrysia coreae
Diachrysia coreae är en fjärilsart som beskrevs av Felix Bryk 1949. Diachrysia coreae ingår i släktet Diachrysia och familjen nattflyn. Inga underarter finns listade i Catalogue of Life.